# アインメディオ
株式会社アインメディオ（英: AIN MEDIO.INC..）は、かつて存在した愛知県名古屋市中村区に本社を置く調剤薬局チェーンである。

## 概要
アインホールディングスの子会社で調剤薬局の「アイン薬局」、「ナイス薬局」を愛知県を中心に、「リジョイス薬局」を京都府中心に、「サンウッド薬局」を富山県に展開している。2009年（平成21年）10月1日に同じくアインファーマシーズ（現・アインホールディングス）の子会社であったリジョイス薬局と合併し、アインメディオに商号を変更。2010年（平成22年）4月1日にはサンウッド株式会社を吸収合併した。
なお、かつて行なっていたドラッグストア事業については、親会社のアインファーマシーズへ吸収分割している。

## 沿革
- 1918年（大正7年）5月 - ヨコイ薬局として創業。
- 1981年（昭和56年）10月1日 - 「株式会社ショーワドラッグ」を設立。
- 1991年（平成3年）3月 - 昭和薬品株式会社の100%出資子会社となる。
- 1997年（平成9年）8月 - 「ナイスドラッグ株式会社」に商号を変更。
- 2002年（平成14年）6月 - 株式会社アインファーマシーズと業務提携。
- 2004年（平成16年）5月 - 株式会社アインファーマシーズの100%出資子会社となる。
- 2004年（平成16年）10月 - 「株式会社アイン東海」に商号を変更。
- 2009年（平成21年）10月1日 - 株式会社アイン東海を存続会社とし同じくアインファーマシーズの子会社である株式会社リジョイス薬局と合併。同時に「株式会社アインメディオ」に商号を変更。
- 2010年（平成22年）4月1日 - 株式会社アインメディオを存続会社とし同じくアインファーマシーズの子会社である調剤薬局経営のサンウッド株式会社を吸収合併。
- 2012年（平成24年）4月 - ドラッグストア事業を親会社の株式会社アインファーマシーズへ吸収分割。
- 2015年（平成27年）11月 - 親会社の株式会社アインファーマシーズが持株会社化に伴い、株式会社アインホールディングスへ商号変更。
- 2018年（平成30年）11月1日 - 株式会社アインファーマシーズ(2代)が株式会社アインメディオを吸収合併した[1]。

## 店舗
愛知県と京都府、富山県を中心に岐阜県、静岡県、滋賀県、福井県、大阪府、兵庫県、に47店舗を展開（2013年1月現在）。詳細については店舗検索を参照。

## 事業所
- 本社（愛知県名古屋市中村区）
- 京都営業所（京都府京都市中京区）
- 北陸営業所（石川県金沢市）